# Valderrubio
Valderrubio é um município da Espanha na província de Granada, de área 6,59 km² com população de 2110 habitantes (2013) e densidade populacional de 320,18 hab/km².

## Demografia
| Variação demográfica do município entre 2003 e 2013 | Variação demográfica do município entre 2003 e 2013 | Variação demográfica do município entre 2003 e 2013 | Variação demográfica do município entre 2003 e 2013 | Variação demográfica do município entre 2003 e 2013 | Variação demográfica do município entre 2003 e 2013 | Variação demográfica do município entre 2003 e 2013 | Variação demográfica do município entre 2003 e 2013 | Variação demográfica do município entre 2003 e 2013 | Variação demográfica do município entre 2003 e 2013 | Variação demográfica do município entre 2003 e 2013 |
| --------------------------------------------------- | --------------------------------------------------- | --------------------------------------------------- | --------------------------------------------------- | --------------------------------------------------- | --------------------------------------------------- | --------------------------------------------------- | --------------------------------------------------- | --------------------------------------------------- | --------------------------------------------------- | --------------------------------------------------- |
| 2003                                                | 2004                                                | 2005                                                | 2006                                                | 2007                                                | 2008                                                | 2009                                                | 2010                                                | 2011                                                | 2012                                                | 2013                                                |
| 1719                                                | 1712                                                | 1766                                                | 2087                                                | 2127                                                | 2123                                                | 2152                                                | 2170                                                | 2171                                                | 2133                                                | 2110                                                |